# Skulptur Biennale Münsterland
Die Skulptur-Biennale Münsterland war ein gemeinsames Projekt von Kulturinstitutionen aus den vier Münsterländer Kreisen Borken, Coesfeld, Steinfurt und Warendorf in den Jahren 1999, 2001, 2003 und 2005. Diese Biennalen sollten jeweils landschaftliche, architektonische oder geschichtliche Besonderheiten mit Mitteln der zeitgenössischen Kunst thematisieren.

## Hintergrund
Vier Kulturinstitutionen aus den Kreisen des Münsterlandes schlossen sich in den 1990er Jahren in einer Projektgemeinschaft zusammen, um in einem auf sechs Jahre konzipiertes Projekt Skulpturen im öffentlichen Raum zu präsentieren. Für den Kreis Coesfeld war die Galerie Münsterland vertreten, das Kulturforum Rheine stand für den Kreis Steinfurt, das Stadtmuseum Beckum repräsentierte den Kreis Warendorf und die Stiftung Künstlerdorf Schöppingen vertrat den Kreis Borken.
Die Skulptur Biennale Münsterland sollte in inhaltlicher Verbindung zur bereits 1977, 1987 und 1997 in zehnjährigem Abstand in Münster durchgeführten Veranstaltung Skulptur.Projekte stehen und in Abgrenzung zu diesen Veranstaltungen statt des urbanen Lebensraums den Landschaftsraum zum Thema haben.
Die vier Biennalen sollten zeitlich die Lücke zwischen der 1997 in Münster durchgeführten Veranstaltung und dem für 2007 erwarteten Folgetermin schließen und fanden daher ab 1999 in einem Abstand von zwei Jahren statt.

## Die vier Biennalen

### 1999
Ausrichter der ersten Skulptur Biennale im Münsterland war im Jahr 1999 der Kreis Coesfeld. Es wurden zeitgenössische Skulpturen in enger räumlicher Anbindung an Wasserburgen und -schlösser präsentiert.
Die Leitung des ersten Segments hatten Florian Matzner und Barbara Engelbach. Standorte der insgesamt acht Skulpturen waren Schloss Nordkirchen, Schloss Westerwinkel und Burg Vischering.
Die Installationen des ersten Segments wurden nach Ende der Biennale wieder von ihren Standorten entfernt und sind heute dort nicht mehr anzutreffen.

### 2001
2001 fand die Skulptur Biennale Münsterland im Kreis Steinfurt statt. Kurator der Veranstaltung war Christoph Tannert aus Berlin. Als Künstler waren beteiligt:
- Dagmar Demming
- Kendell Geers
- Sabine Hornig
- inges idee†
- Ronald Jones
- Via Lewandowsky
- Won Ju Lim†
- Vittorio Messina
- Mariele Neudecker
- Otmar Sattel
- Robert Scheipner†
- Jan Svenungsson

† Die Installationen dieser Künstler sind am ursprünglichen Standort nicht mehr vorhanden.
Die Veranstaltung stand unter der zentralen Überschrift „Münsterländische Kulturlandschaft“. Insgesamt entwarfen 21 Künstler aus zwölf Ländern 28 Projekte, die zunächst im Modell, auf Fotos und textlich in der Galerie Münsterland vorgestellt wurden. „Einheimische“ Künstler waren bewusst nicht zugelassen, um nicht aus der Region stammenden Künstlern einen Blick auf die münsterländische Kulturlandschaft zu gestatten.
Zwölf der eingereichten Entwürfe wurden von einer Jury zur Realisierung ausgewählt. Die Skulpturen sollten die vielfältige Facetten der Münsterländischen Kulturlandschaft aufgreifen und ortsspezifisch sein.

### 2003
Die dritte Skulptur Biennale Westmünsterland fand vom 29. Juni bis zum 5. Oktober 2003 im Kreis Warendorf statt. Das dritte Segment beschäftigte sich mit dem „spannungsreichen Kontrast“ zwischen den Abbaustätten der Industrieansiedlungen und der „reizvolle Parklandschaft“.
Die künstlerische Leitung hatte die Niederländerin Saskia Bos. Als Künstler waren beteiligt:
- Darren Almond – „If Luck would have it“
- Katinka Bock – „Das Konservat“
- Monica Bonvicini
- Jeroen Doorenweerd – „Münsterländchen“
- Elmgreen & Dragset – „Powerless Structures, Fig. 255“
- Shirazeh Houshiary & Pip Horne – „Breath“
- Ann Veronica Janssens
- Niek Kemps
- Mathieu Mercier
- Dan Peterman – „Accessories to an Event“
- Mira Schumann
- Simon Starling – „The Höxberg Windmill“
- Thomas Stricker – „blüht es oder blüht es nicht?“
- Apolonija Šušteršič – „Prototype for self-organized Economic Unit“
- Pascale Marthine Tayou – „Garage Modern“

### 2005
Der Kreis Borken war 2005 Ausrichter und Standort des vierten und letzten Segments der „Skulptur-Biennale Münsterland“. Die Biennale liefe vom 28. August bis zum 31. Dezember 2005 und hatte das Thema „Latente Historie“.
Es waren folgende Künstler an der „Skulptur-Biennale Münsterland – Kreis Borken 2005“ beteiligt:
- Mohamed Abdulla – „Latente Historie - Latente Skulpturen“
- Markus Ambach – „park.bahnhof.reken“
- Danica Dakić – „Bon Accord: 37 °C“
- Heike Mutter und Ulrich Genth – „Die solide Wirklichkeit des Bedingten“
- Christian Hasucha – „heute - eine fünfjährige Intervention“
- Franz John – „Die Salztangente“
- Kirsten Kaiser – „Wo bist du Maria?“ (zum gestohlenen Gnadenbild der Hilgenbergkapelle)
- Thomas Kilpper – „Castoren zur Halfpipes“
- Laurens Kolks – „Phantomgarten – Jeder hat ein Recht auf eine übersichtliche Welt“
- Tazro Niscino – „Der sechste Turm“
- Silke Rehberg – „Präsenz in Evidenz“
- Jan Philip Scheibe – „Er macht seine Engel zu Winden“
- Stefan Sous – „Sanssouci“
- Anne Peschken & Marek Pisarsky (Urban Art) – „Die Wanderboje – mobile Markierungsskulptur für Orte mit Geschichten“
- Rolf Wicker – „Wanderkapelle“

Die für die „Skulptur Biennale Münsterland 2005“ im Kreis Borken realisierten Kunstwerke reichten von Installationen über integrierte Skulptur-Medien-Projekte und reorganisierenden Landschaftsarbeiten bis zu Arbeiten mit umfangreichem konzeptionellem Hintergrund.
Teilweise blieben die Installationen auch nach Ende Veranstaltung an ihren Standorten, wie beispielsweise das Objekt „Die solide Wirklichkeit des Bedingten“ von Ulrich Genth & Heike Mutter in Vreden. Hierbei handelt es sich um einen hölzernen Hubschrauber, dessen Rotorblätter von der Wassermühle des nahegelegenen Hamaland-Museums angetrieben werden können und so laut Künstleraussage Assoziationen an Filme wie beispielsweise Apocalypse Now oder James Bond wecken.